# Мільйотіонер, або Епоха бардізації
«Мільйотіонер, або Епоха бардізації» (англ. The Milltillionaire, or Age of Bardization) — фантастично-утопічний роман американського письменника Альберта Велдо Говарда, надрукований під псевдонімом «М. Обер Овор». Одна з книг у великій хвилі утопічної та антиутопічної літератури, яка була характерною для останнього десятиліття ХІХ століття.

## Дата видання
Перше видання книги, надруковане в Бостоні, не було датоване. Тому датою публікації вважається 1895 рік; друге, дещо доопрацьоване видання, також не було датоване, проте, ймовірно, було видане 1898 року.

## Жанрова приналежність
Письменники у жанрі спекулятивної фантастики наприкінці 1800-х років (як і в інші періоди) відрізнялися підходами, які вони застосовували до близького та віддаленого майбутнього. Деякі романи мали короткостроковий погляд у майбутнє, від 25 років, як у «Всесвітньому універмазі» Бредфорда Пека, до століття чи ще у віддаленіший проміжок часу («Огляд Землі» Байрона Брукса, або «Погляд назад» Едварда Белламі). Інші романи спрямовували погляд у віддалене майбутнє, навіть на тисячі років (як у «Діоті» Джорджа Макні). Говард також дивився у віддалене, але невизначено перспективне майбутнє, описавши події утопічного роману у невизначений час у віддаленому майбутньому.
Книга Говарда, як й інші утопічні твори, використовує тему футуристичних технологій, включає також деякі елементи наукової фантастики. В його майбутньому було досягнуто космічних подорожей, внаслідок чого було досліджено Юпітер; уродженці цієї планети — високі, проте оголені, людиноподібні істоти.

## Майбутнє за версією Говарда
Майбутнє суспільство Говарда називається державою Барді. Ним керують 26 бардів, які називаються Алфавітами, половина з яких — чоловіки, а половина — жінки. Їх керівник — регент Барді, який призначає інших чиновників; є також «Позитивний поет», «справжній поет», який є «Мільйотіонером». (Говард ніколи повністю не визначає і не уточнює ці поняття та відмінності між ними, хоча мільйотіонер — це «істота такого колосального й непристойного багатства та влади, можна сказати, що він був майже богом...») Потужний державний апарат забезпечує потреби людей, які працюють взамін на «загальний добробут» без грошей, злочину, податків чи особистої власності. Громадяни мають серійні номери.
Люди живуть у двадцяти величезних округлих містах, які мають радіуси в сто миль; є триповерхові шосе та монорейки. У столиці «Бардо-Чіто-Уно» (раніше мав назву Бостон) проживає загалом чотирильйон громадян. Сільська територія за межами цих мегаполісів зберігається в зелені та парковій формі. Освіта в коледжі є універсальною й супроводжується трирічною відпусткою, а потім аспірантурою. Люди — вегетаріанці (Говард навіть пропонує наочне меню); вони практикують вільну любов. Вони одягаються просто; оскільки люди вже не несять з собою гроші, їх одяг має лише одну кишеню, для хусток. Вони спілкуються телепатично (як, власне, й юпітеріанці). Гіпнотизм був замінений знаннями про «психо-омні-магнітну силу».
Електроенергія значною мірою була замінена магнетизмом (певним чином), хоча електромобілі використовуються разом з велосипедами. Система живлення використовує «калорико-електричний ефір». Літаки подорожують зі швидкістю 10 000 миль на годину. Погода також контролюється.

## Мега-міста
Ідея мега-міста була популярною в той час, коли Говард писав роман. У 1894 році, за рік до того, як Говард випустив своє перше видання «Мільйотіонера», Кінг Жиллет опублікував свою першу утопічну працю «Людський дрейф». У цій книзі Жиллетт запропонував побудувати величезний мегаполіс біля Ніагарського водоспаду для десятків мільйонів жителів, оточений збереженим природним середовищем.

## Відгуки
«Мільйотіонера» назвали «Дуже незвичайною роботою. Автору вдається, як і лише декільком обраним, передати поняття про неосяжне майбутнє та розумний підйом технологій. І все ж книга не зовсім раціональна. Вона настільки ж ексцентрична, але дуже цікаві ідеї заховані серед [цієї] дезорганізації».